# Boris Sergejewitsch Petropawlowski
Boris Sergejewitsch Petropawlowski (russisch Борис Сергеевич Петропавловский, in englischer Transliteration Boris Sergeevich Petropavlovskiy; * 14. Maijul. / 26. Mai 1898greg. in Kursk; † 6. November 1933 in Leningrad) war ein sowjetischer Raketeningenieur.

## Leben
Boris Sergejewitsch Petropawlowski wurde am 26. Mai 1898 in Kursk, nahe der Grenze zur Ukraine, als Sohn eines Militärgeistlichen geboren. Er schlug eine militärische Laufbahn ein, 1915 absolvierte er das Kadettenkorps in Warschau, das damals zu Russisch-Polen gehörte, und anschließend einen Schnellkurs an der Artillerieschule in Petrograd, dem späteren Leningrad und heutigen Sankt Petersburg. Im Ersten Weltkrieg kämpfte er an der deutschen Front und wurde mit dem Sankt-Stanislaus-Orden des russischen Reiches dritter Stufe ausgezeichnet.
Im Februar 1919 wurde er in die Rote Armee einberufen, kämpfte gegen die Weißgardisten sowie im Südkaukasus und Zentralasien und wurde im September desselben Jahr verwundet. Ab 1920 kommandierte er Artilleriedivisionen und ging von 1924 bis 1929 an die militärtechnische Akademie der Roten Armee.
Nach dem erfolgreichen Abschluss der Militärakademie wurde er an das Gasdynamische Laboratorium (GDL) versetzt, wo er bis zu seinem Lebensende blieb.
Er führte Tests von Raketentriebwerken durch, arbeitete mit bekannten Raketeningenieuren wie Gluschko, Artemjew, Langemak und Kleimjonow zusammen und zählt zu den Mitbegründern der sowjetischen Raketentechnologie. Er arbeitete auch in der Rüstungstechnologie an Geschossen und Abschussvorrichtungen und entwarf Prototypen des späteren Katjuscha-Raketenwerfers.
Nach dem Tod von Tichomirow am 28. März 1930 übernahm Petropawlowski bis 1931 dessen Nachfolge als Leiter des GDL, anschließend war er leitender Ingenieur am GDL. Ab September 1933 arbeitete er auch als Chefingenieur der Leningrader Zweigstelle der sowjetischen Raketenforschungsanstalt RNII.
Am 6. November 1933 starb Boris Sergejewitsch Petropawlowski im Alter von 35 Jahren an Tuberkulose, er wurde auf dem Smolensker Friedhof begraben.

## Ehrungen
- 1970 benannte die Internationale Astronomische Union den Krater Petropavlovskiy offiziell nach Boris Sergejewitsch Petropawlowski.[4]
- 1991 erhielt Petropawlowski posthum den Leninorden[3] und den Titel Held der sozialistischen Arbeit.[5]